# Barrington Park
Pour les articles homonymes, voir Barrington.
 (janvier 2022).
Barrington Park est une maison de campagne de style palladien située dans un domaine du même nom près des villages de Great Barrington et Little Barrington, Gloucestershire, Angleterre. Il s'agit d'un bâtiment classé Grade I. Le parc dans lequel il se trouve est classé Grade II*.
La maison est construite entre 1736 et 1738 pour Charles Talbot, lord chancelier de George II, à l'usage de son fils William Talbot (1er comte Talbot) et de l'épouse de ce dernier, Mary de Cardonnel. Il est agrandi en 1870-3 par Edward Rhys Wingfield.
Le bâtiment est construit sur deux étages plus un sous-sol en pierre de taille avec un toit en ardoise. Il est de plan rectangulaire avec les extensions ultérieures aux deux extrémités. La façade comporte 9 travées dont la saillie centrale de 3 travées.
Plusieurs des éléments du parc (un pigeonnier et deux temples) sont classés séparément Grade II*.

## Histoire
Avant de la Dissolution des monastères, le manoir de Great Barrington appartient au prieuré de Llanthony. En 1540, il est vendu à John Guise, qui à son tour vend le domaine à Richard Monnington et à son gendre Reginald Bray en 1553. Il reste ensuite pendant plus de 200 ans au sein de la famille Bray jusqu'à ce que Reginald Morgan Bray le vende en 1735 au Lord Chancelier, qui commande la construction de la nouvelle maison avant de mourir peu de temps après. Son fils et sa belle-fille (Mary de Cardonnel) emménagent mais se séparent en 1742, laissant Mary de Cardonnel en possession de la maison. Elle aménage les terrains d'agrément autour de la maison.
La fille de Mary de Cardonnel, Cecil de Cardonnel (2e baronne Dynevor), épouse George Rice, dont les descendants adoptent le nom de Talbot-Rice puis Rice-Trevor. La maison passe ensuite par mariage aux Wingfield qui adoptent le nom de Rhys Wingfield et entre les mains desquels la propriété demeure toujours.